# تركي علي الربيعو
تركي علي الربيعو هو باحث ومفكر سوري، وُلد في مدينة القامشلي بمحافظة الحسكة عام 1951م وتوفي في دمشق سنة 2007م.

## حياته
اهتم تركي علي منذ صغره بالمطالعة والثقافة، وتابع تعليمه ليحصل على إجازة في العلوم الاجتماعية، وقد أبدى اهتمامًا شديدا بالبنية القبلية والعشائرية العربية والكردية في المنطقة وتركيبتها، وهو متزوج وأب لأربعة أبناء. ساعدته ثقافته الاجتماعية ودراسته في صقل أفكاره، ودفعه باتجاه التعمق بالدراسات الإنسانية والاجتماعية، وتفاعل الإنسان مع بيئته وأثر بنيته الفكرية وإرثه الثقافي على سلوكه وتصرفاته، ونشر مقالاته الصحافية ودراساته في عدد من الصحف والمجلات العربية. درس علي العلوم، واشتغل مدرساً في مدارس القامشلي، ثم ترك التدريس بعد ذلك في أواسط التسعينيات وجاء إلى العاصمة دمشق، وتفرغ للكتابة والبحث، حيث ركز على دراسة تاريخ وتراث المنطقة عامة، وتاريخ سوريا وبلاد الرافدين بشكل خاص وأدق، باحثاً عن نشأة الأساطير والأديان والعادات والتقاليد، وسعى إلى دراسة الأعراق والتكوينات الاجتماعية الموجودة في منطقة شمال سوريا والعراق، درس عادات وتقاليد البدو، العشائر، القبائل وسلوكياتهم، ثم نتيجة ظهور النزعات القومية، وخصوصاً “القومية الكردية”، ثم درس عن نشأة الأكراد وتنظيماتهم وتكويناتهم. كما اهتم بالفكر العربي المعاصر تحديدا الجانب الإسلامي. وظهر تركي الربيعو داخل المشهد الثقافي السوري في مطلع التسعينيات، واهتم  بقضايا بلاده السياسة، وتناول واقع بلاده وحلل اتجاهاته لاسيما بعد سقوط بغداد.. وله الكثير من النقد الجريء والموضوعي للتراث العربي والحركات الإسلامية وخطاب الكتاب العرب، إضافة إلى أبحاث عميقة في الأساطير والأديان، وأصبح الربيعو من أهم الباحثين والنقاد في علم «الأنتروبولوجيا».

بعد معاناة طويلة مع مرض السرطان، مات تركي الربيعو وهو لم يتجاوز الأربعة والخمسين من عمره.

## مؤلفاته
- «الإسلام وملحمة الخلق والأسطورة» بيروت، المركز الثقافي العربي، عام 1992م.
- «العنف والمقدس والجنس في الميثولوجيا الإسلامية» بيروت، المركز الثقافي العربي، عام 1994م.
- «أزمة الخطاب التقدمي العربي» بيروت، دار المنتخب العربي، عام 1995م.
- «من الطين إلى الحجر» بيروت، المركز الثقافي العربي، عام 1997م.
- «خيارات المثقف» بيروت، دار الكنوز الأدبية، عام 1998م.
- «الإسلام والغرب» دمشق، دار الفكر، عام 1998م.
- «الأرض اليباب: محاكمة الفكر الأسطوري العربي»، رياض الريس، بيروت، 2007
- «الحركات الإسلامية في منظور الخطاب العربي المعاصر»، بيروت، المركز الثقافي العربي، 2006
- «الأسطورة والسياسة»، بالاشتراك مع فاضل الربيعي، دار الفكر، 2007، دمشق
- «المحاكمة والإرهاب» دار رياض الريّس للكتب والنشر، بيروت عام 2001م.[5]